# توماس إم. هاتفيلد
توماس إم. هاتفيلد (بالإنجليزية: Thomas M. Hatfield)‏ هو مؤرخ أمريكي، ولد في 1935 في سان أنطونيو في الولايات المتحدة.